# Gillrath
Gillrath ist ein Stadtteil von Geilenkirchen im Kreis Heinsberg in Nordrhein-Westfalen. Mit seinen etwa 1.800 Einwohnern ist Gillrath nach Teveren der zweitgrößte Stadtteil außerhalb des eigentlichen Stadtkerns.

## Geographie
Gillrath liegt westlich der Stadt Geilenkirchen nahe der niederländischen Grenze. Der Rodebach zieht sich fast durch den ganzen Ort und fließt weiter Richtung Gangelt und dann in die Niederlande.
Bis zur Herabstufung zur L 47 führte die Bundesstraße 56 in Ost-West-Richtung durch das Gemeindegebiet. Die Hauptstraße des Ortes verbindet die Stadt Geilenkirchen im Osten mit der Gemeinde Gangelt und Sittard (NL) im Westen. In Nord-Süd-Richtung wird Gillrath durch die K3 zwischen Birgden (Gemeinde Gangelt) und Teveren durchzogen.

## Geschichte

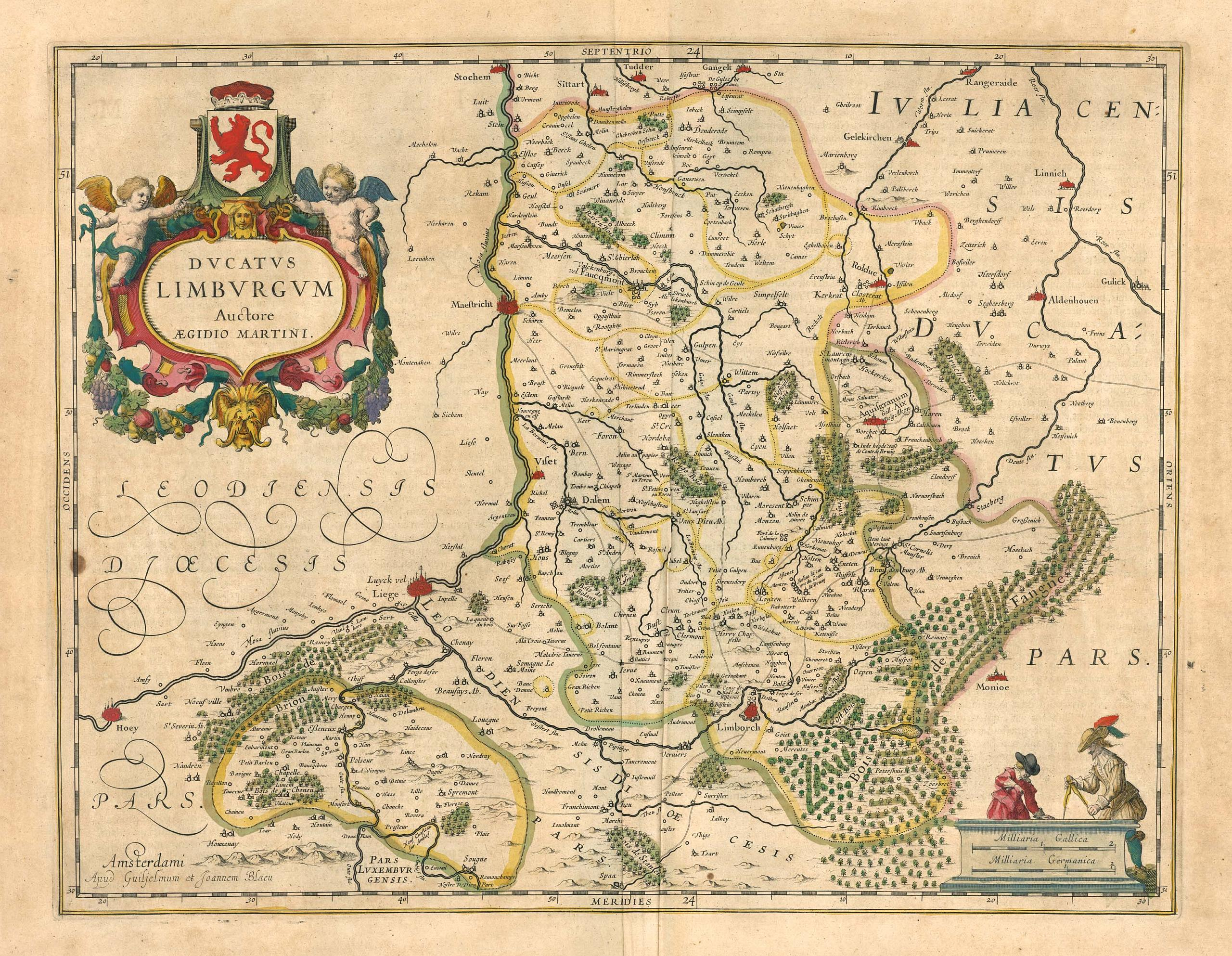
Karte von Wilhelm und Johannes Blaeu des Herzogtums Limburg um 1662

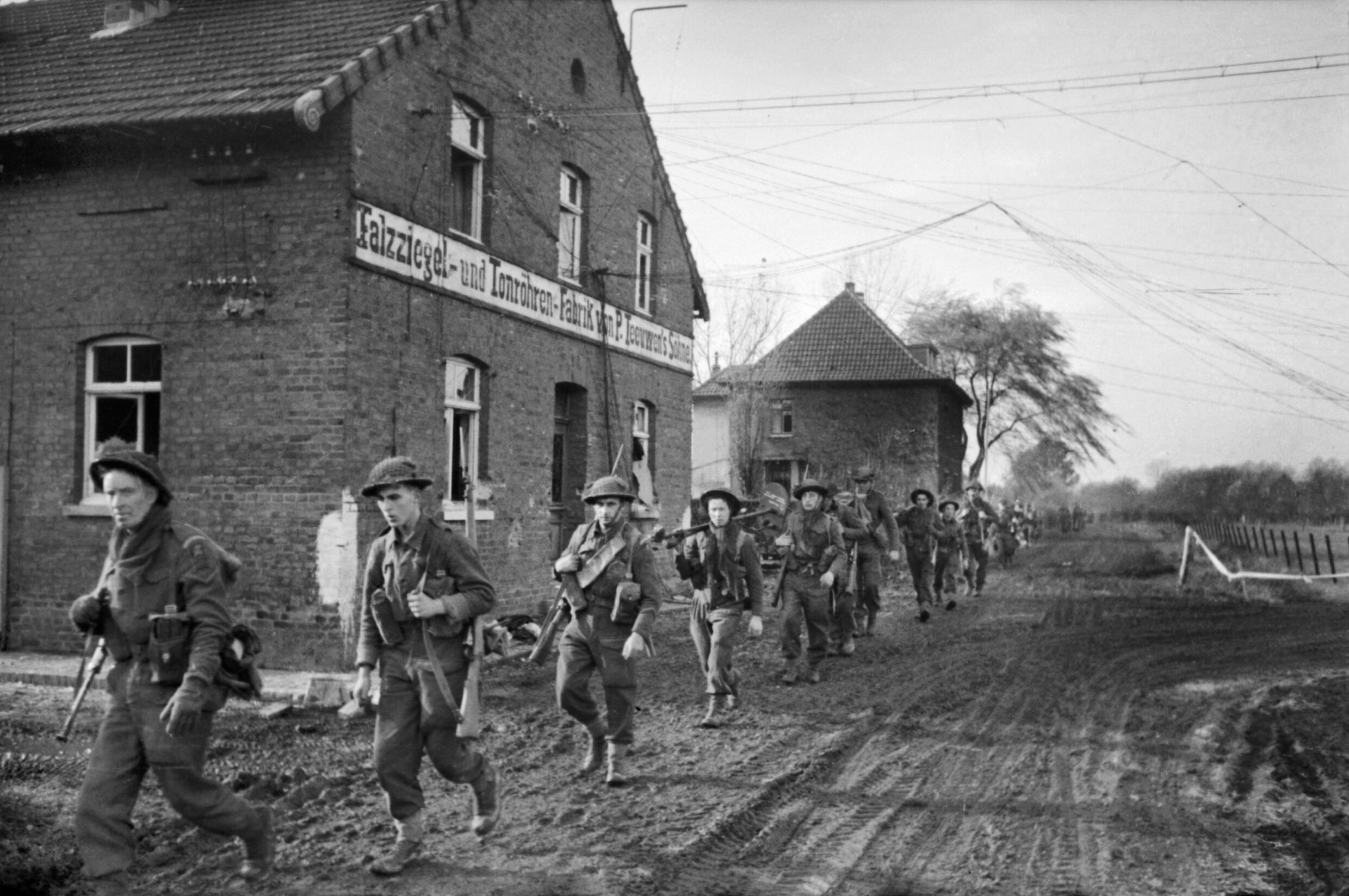
Britische Soldaten marschieren durch Gillrath, 5. Dezember 1944. BU1409

Bereits zur Römerzeit (52 v. Chr. bis 402 n. Chr.) existierte eine Römerstraße, deren Verlauf der heutigen Bundesstraße 56 von Tüddern über Gillrath bis Puffendorf entspricht. Das Teilstück von Geilenkirchen bis Gillrath trug den Namen: via lata (Breite Straße). Die erste Erwähnung des Ortes Gillrath erfolgte am 6. Juli 1270 durch Heinken von Gelrode. Im Jahre 1782 wurde in Gillrath eine Kapelle erbaut, worauf Gillrath 1804 eine eigenständige Pfarre wurde. Westlich des Kirchortes Gillrath im Rodebachtal lag in ca. 300 m Entfernung der Gillrather Bruch, eine kleinere Siedlung, die heute durch weitere Besiedlung zwischen den Orten komplett im Hauptort aufgegangen ist.

### Ortsname
Der Ortsname wird ursprünglich abgeleitet von Gelrode. Im Laufe der Zeit wurden mehrere Ableitungen bekannt:
- 1270 Gelrode
- 1315 Gaylrode[5]
- 1342 Geilrade
- 1522 Geilrae
- 1550 Geilraedt[6]
- 1666 Gilradt

Auf einer Karte des Herzogtums Limburg aus dem Jahre 1662 wird der Ort als Gheilroot angezeigt.
Der erste Namensteil lässt sich ableiten vom gallischen Flusswort gilum oder dem irischen Wort gil, welches Wasser bedeutet. Die hinteren Namensteile wie -rode oder -rath werden in der Namenkunde als Rodungsnamen bezeichnet. Sie deuten auf eine durch Rodung entstandene Siedlung hin. In diesem Fall steht Gillrath für eine Rodung am Moor- oder Moderwasser.

### Ehemalige Burg
Die ehemalige Burg Gillrath, auch Emondtshof genannt, war eine spätmittelalterliche Festungsanlage im Rodebachtal. Sie wurde im 15. Jahrhundert durch die Familie von Nevelstein aufgebaut und bis ins späte 18. Jahrhundert weitergeführt durch die Familie von Reboderoth. Sie umfasste ca. 8 Morgen Land. Dies entspricht etwa 24.000 m². Die Burganlage wurde im Laufe des 19. und 20. Jahrhunderts vollständig zerstört. Die letzten sichtbaren Überreste fielen im 20. Jahrhundert dem Neubau von Wohnhäusern zum Opfer. Lediglich die in unmittelbarer Nähe gelegenen Straßen An der Burg, Zum Emondtshof und Schleifweg lassen heute noch auf die Existenz der Burg schließen.

## Religion

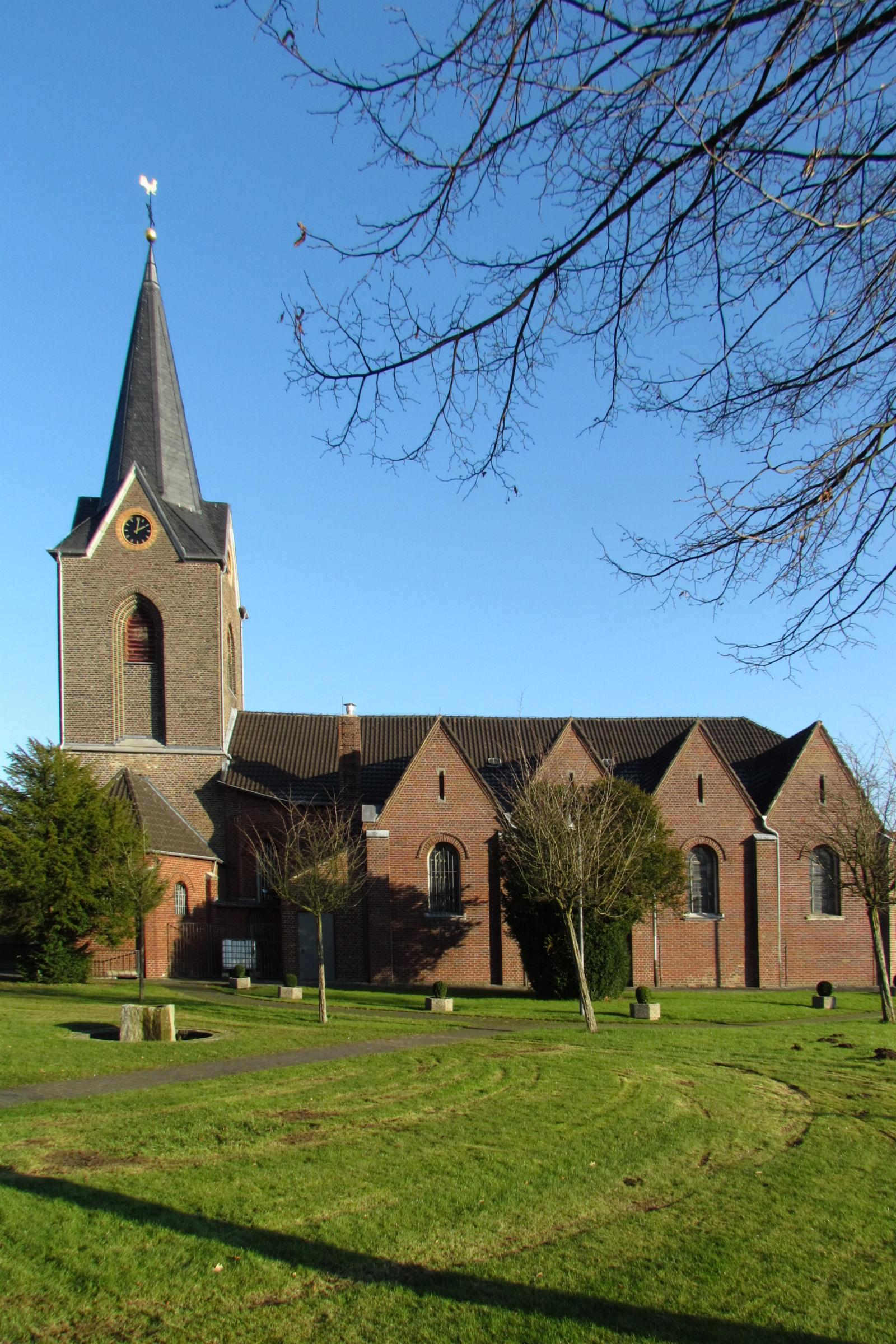
Pfarrkirche St. Mariä Namen

Gillraths Bevölkerung besteht zum größten Teil aus Katholiken. Im Zuge der Pfarrgemeindereformen im Bistum Aachen wurde die ehemals eigenständige katholische Pfarrgemeinde St. Mariä Namen in die Gemeinschaft der Gemeinden (GdG) St. Bonifatius Geilenkirchen eingegliedert.
Als religiöse Einrichtungen stehen zur Verfügung:
- Katholische Pfarrkirche St. Mariä Namen.

Erbaut 1841 auf den Grundmauern einer früheren Kapelle aus 1782, besteht die Kirche aus drei Kirchenschiffen. Die Seitenschiffe beinhalten je eine Reihe Kirchenbänke, während das Mittelschiff mit zwei Reihen und einem Mittelgang ausgestattet ist.
Fassungsvermögen: ca. 460 (davon etwa 200 Sitzplätze)
Der gotische Glockenturm wurde 1846 errichtet und 2010/2011 letztmals restauriert.
Sehenswert sind eine Muttergottes-Holzfigur aus dem 15. Jahrhundert und eine Kasel aus dem 16. Jahrhundert.
- Kapelle am Gillrather Hof / Bergstraße

Erbaut im 19. Jahrhundert.
Denkmal seit 30. Mai 1983
- Kapelle Maria am Wege / Birgdener Straße

Erbaut 2001
Gillrath verfügt über einen Friedhof mit einer eigenen Leichenhalle und einem Ehrenmal für die gefallenen Soldaten des Ersten und Zweiten Weltkriegs.

## Politik
Gillrath bildet zusammen mit den angrenzenden Ortschaften Hatterath, Nierstraß und Panneschopp einen der 13 Stadtbezirke Geilenkirchens.
Am 13. September 2020 fanden in NRW die letzten Kommunalwahlen statt, bei der die Landräte, Bürgermeister, Kreistagsabgeordnete und Ratsvertreter für die kommenden fünf Jahre neu gewählt wurden. Daniela Ritzerfeld (parteilos) konnte sich mit knapper Mehrheit gegen den bisherigen Amtsinhaber Georg Schmitz durchsetzen und wurde somit als neue Bürgermeisterin für Geilenkirchen am 11. November in der konstituierenden Ratssitzung im Amt vereidigt.
Wahlsieger der Stadtratskandidatur für die beiden Wahlbezirke 11 (Gillrath, Nierstraß, Panneschopp) und 12 (Gillrath, Hatterath) wurden Helmut Gerads (Freie Bürgerliste) und Peter Krückels (CDU). Herr Gerads und Herr Krückels vertreten gemeinsam für die nächsten fünf Jahre die Interessen der Einwohner der Dörfergemeinschaft im Geilenkirchener Stadtrat.
In der Ratssitzung der Stadt Geilenkirchen am 11. November 2020 wurde Helmut Gerads als Ortsvorsteher für die Orte Gillrath, Hatterath, Nierstraß und Panneschopp gewählt.

## Kultur und Sehenswürdigkeiten

### Kleinbahnmuseum Selfkantbahn

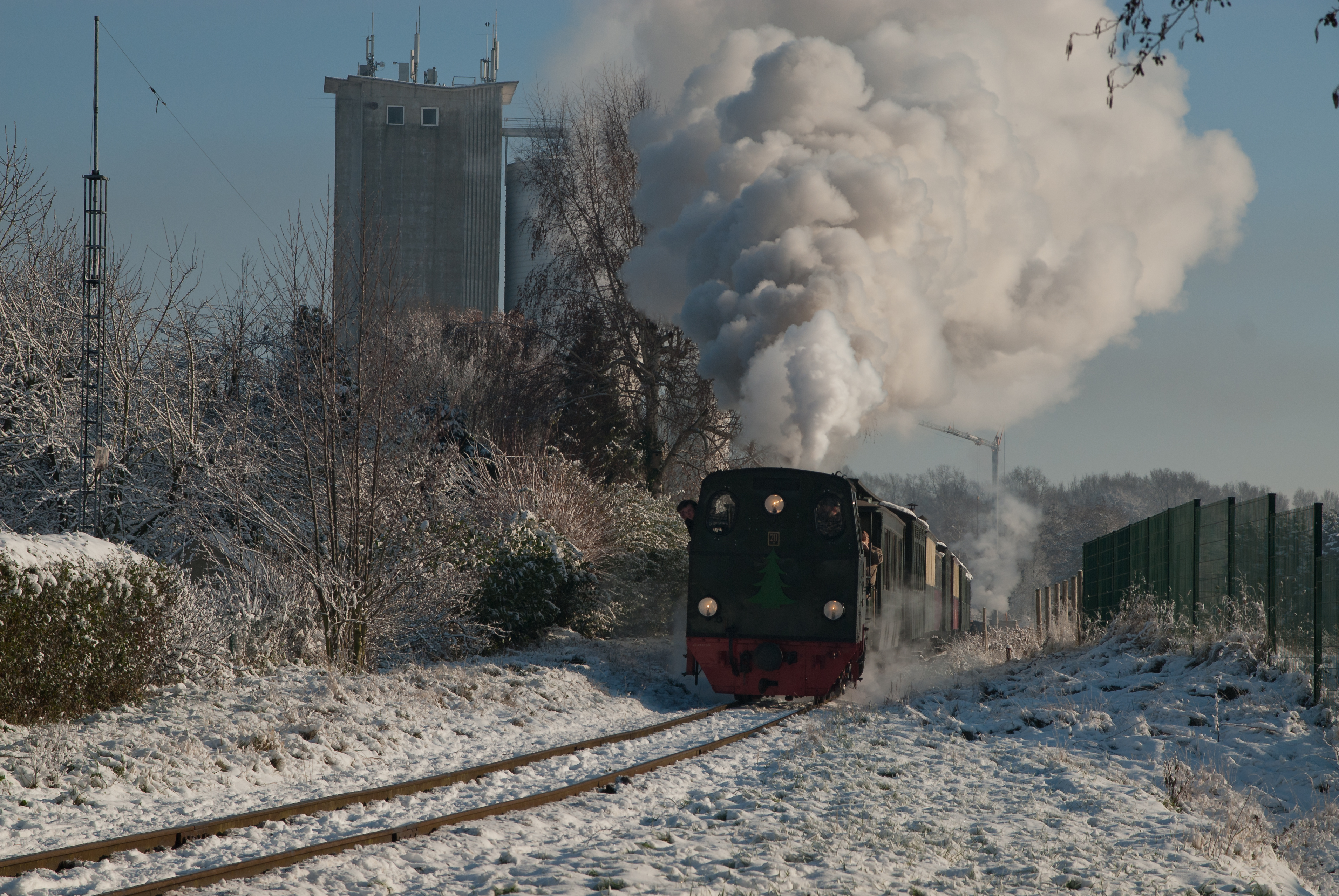
Ausfahrt eines Zuges der Selfkantbahn aus dem Bahnhof Gillrath (2012)

Überregional bekannt ist die in Gillrath beginnende Museumsbahn Selfkantbahn. Sie ist ein Relikt der ehemaligen Geilenkirchener Kreisbahn und gilt als die letzte noch betriebene Schmalspur-Bahnstrecke in Nordrhein-Westfalen. Auf Gillrather Gebiet befinden sich der Endbahnhof Gillrath und der Haltepunkt Stahe. Auf der zirka 5,5 km langen Strecke werden im Sommerhalbjahr fahrplanmäßig an Sonntagen Ausflugsfahrten mit historischen Dampfloks und Personenwagen oder Dieseltriebwagen angeboten. Besonderer Beliebtheit erfreuen sich bei Familien mit Kindern auch die Nikolausfahrten in der Vorweihnachtszeit. In den vergangenen Jahren wurden mehr als 10.000 Fahrgäste pro Jahr gezählt.

### Grünflächen und Naherholung
Rund um Gillrath gibt es eine Vielzahl von Wandermöglichkeiten:
- Teverener Heide
- Hahnbusch
- Alleebusch

In Gillrath liegt ein Knotenpunkt des Radverkehrsnetz NRW und des Radwegenetzes des Kreises Heinsberg. Zudem ist Gillrath Bestandteil einiger überregionalen Fahrradrouten:
- Grünroute, 370 km von Düren nach Beringen (Belgien)
- 2-Länder-Route, 275 km von Nimwegen (NL) nach Aachen
- Niederrheinroute, 2.000 km umfassendes Radwegenetz

### Sport
Die Sportanlage an der Bergstraße, die ursprünglich aus einem Aschenplatz mit Leichtathletikbereich bestand, wurde 1986 großflächig umgebaut und schrittweise erweitert. Sie besteht heute aus einem Fußballplatz und einem kleineren Trainingsplatz. Beide Plätze sind mit Naturrasen ausgestattet. Der Hauptplatz ist mit einer Bewässerungsanlage, der Trainingsplatz mit einer Flutlichtanlage ausgestattet. Zudem existiert seitlich vom Hauptplatz eine Laufbahn und am Kopfende ein Mehrzweckbereich für die Leichtathletik. Hinter der Laufbahn befindet sich ein kleiner überdachter Zuschauerbereich und ein Gastraum. Die Umkleidemöglichkeiten liegen einige Meter Abseits in einem separaten Gebäude. Das Eröffnungsspiel zum neuen Rasenplatz bestritten 1986 eine Kreisauswahl gegen die Bundesligamannschaft von Borussia Mönchengladbach. Das Spiel endete vor 2.000 Zuschauern mit 0:15.

### Vereinswesen
- St. Blasius Schützenbruderschaft Gillrath 1806 e. V. Wichtiger Bestandteil des Dorflebens ist die mehr als 80 aktive Mitglieder zählende Schützenbruderschaft. Mit mehreren Veranstaltungen im Jahr, darunter Kirmes (2×), Vogelschuss, Patronatsfest und die Ausrichtung der Karnevalsumzüge, organisiert sie die meisten gesellschaftlichen Aktivitäten im Ort.
- DJK Gillrath 1911 e. V. Einen ebenso erheblichen Anteil am Dorfleben hält der lokale Sportverein mit ca. 400 aktiven und passiven Mitgliedern.[19] Er wird geführt unter dem Dachverband der katholischen DJK-Sportverbände und setzt sich zusammen aus dem früheren Leichtathletik-Verein DJK grün-weiß Gillrath 1927 e. V.[20] und dem Fußballverein DJK blau-weiß Gillrath 1911 e. V. Die DJK Gillrath ist einer der Ausrichter des jährlichen Rur-Eifel-Volkslauf Cups, einer Laufcup-Wertung von Volksläufen in Deutschland, den Niederlanden und Belgien.[21]
- Trommler-& Pfeifferkorps Gillrath 1920 e. V. Der ortsansässige Trommler-& Pfeifferkorps besteht aktuell aus 50 aktiven Mitgliedern. Zudem unterhält der Verein einen Jugendkorps aus 30 Mitgliedern im Alter von 8 bis 20 Jahren. Das Repertoire des Vereins besteht sowohl aus Konzertstücken als auch aus Straßenmärschen zur Begleitung vom Festumzügen.[22]
- Interessengemeinschaft Gillrath e. V. Wurde 2017 gegründet. Die IGG ist eine unabhängige Vereinigung zur Förderung der Stadtteile Gillrath, Nierstraß und Panneschopp. Die Hauptaufgabe der IGG ist es nach eigenen Angaben, die Orte durch Verschönerungsmaßnahmen lebens- und liebenswerter zu machen. Weitere Aufgabenfelder der IGG sind u. a. die Förderung und Koordination der Zusammenarbeit aller Dorfvereine sowie die Erhaltung, Pflege und Weiterentwicklung des dörflichen Umfelds, der Heimatkunde, des traditionellen Brauchtums und die Stärkung des gemeinsamen Lebens in den einzelnen Ortsteilen.[23]
- Daneben existieren noch einige kleinere Vereine wie der 1928 gegründete Rassekaninchenzuchtverein R 179[24] oder der Brieftaubenverein Heimatliebe Gillrath.

## Wirtschaft und Infrastruktur

### Unternehmen
Gillrath ist in erster Linie Wohnort für ländliche Bevölkerung. Vereinzelt leben dort auch ausländische Angehörige des NATO E-3A-Verband der im benachbarten Teveren liegenden NATO-Airbase. In den 1980er Jahren wurde am Ortsrand auf dem Gelände der ehemaligen Dampf-Falzziegel-Fabrik Johann Vogel eine Siedlung für italienische NATO-Angehörige gebaut. Die Wohnhäuser wurden inzwischen in Privathände verkauft und werden durch zivile Bevölkerung bewohnt.
Wichtigster Wirtschaftsfaktor für Gillrath ist die Agrarwirtschaft, bestehend aus einigen landwirtschaftlichen Betrieben und einem Agrarhandel.
Zudem gibt es in Gillrath eine langjährige Tradition in der Steinzeug-Produktion. Bereits zum Ende des 19. Jh. wurden in der Dampf-Falzziegel-Fabrik Johann Vogel Ziegel und Tonwaren hergestellt. Später ging die Fabrik in den Besitz von Anton Teeuwen über. An gleicher Stelle befindet sich seit den 1980er Jahren ein Wohngebiet. Später gab es an anderer Stelle die Dampf-Falzziegel und Tonröhren-Fabrik von Paul Teeuwen und Söhne. Heute vertreibt die Firma TeGi Keramik an diesem Standort Steinzeugrohre und Bodenfliesen. Ein Teil der ehemaligen Produktionshallen werden heute durch verschiedene kleine Gewerbebetriebe genutzt.

### Öffentliche Einrichtungen
Feuerwehr
In Gillrath ist die Löscheinheit Gillrath/Hatterath stationiert, welche zusammen mit der Löscheinheit Teveren den 2. Löschzug der Freiwilligen Feuerwehr der Stadt Geilenkirchen bildet. In dem 2008 erbauten Feuerwehrhaus wurden die bereits organisatorisch zusammengehörenden Löscheinheiten Gillrath und Hatterath auch örtlich zusammengefasst. Die bisherigen Feuerwehrhäuser in beiden Orten werden seitdem anderweitig genutzt.
Polizei
Gillrath liegt im Zuständigkeitsbereich der Polizeiwache und des Kriminalkommissariates in Geilenkirchen, welche der Kreispolizeibehörde Heinsberg angehören.

### Bildung
Gillrath verfügt über eine Grundschule. Im Schuljahr 2009/10 besuchten rund 150 Schulkinder aus Gillrath, Hatterath, Tripsrath, Nierstraß, Panneschopp und Bocket die Gemeinschaftsgrundschule (GGS) Gillrath.
Für den Besuch einer weiterführenden Schule müssen die Schüler den Weg ins Stadtzentrum nach Geilenkirchen antreten. Dort stehen eine Gesamtschule, eine Realschule, ein Gymnasium und Berufsbildende Schulen zur Verfügung.
Zudem bietet Gillrath seit 1996 den Katholischen Kindergarten „St. Mariä Namen“ für bis zu 70 Kindern im Alter von 3 bis 6 Jahren.
Vor 1996 konnten die Kinder aus Gillrath den Kindergarten in Tripsrath nutzen.

### Verkehr

#### Autobahnanbindung
| BAB  | Streckenabschnitt        | Anschlussstelle | Entfernung |
| ---- | ------------------------ | --------------- | ---------- |
| A 46 | Heinsberg – Düsseldorf   | AS Heinsberg    | 5 km       |
| A 44 | Aachen – Mönchengladbach | AS Aldenhoven   | 20 km      |
| A 4  | Aachen – Köln            | AS Weisweiler   | 30 km      |

#### Bahnanbindung
Ab Bahnhof Geilenkirchen (ca. 5 km Entfernung):
- Bahnstrecke Aachen–Mönchengladbach

| Linie | Linienbezeichnung | Linienverlauf                              |
| ----- | ----------------- | ------------------------------------------ |
| RE 4  | Wupper-Express    | Aachen–Mönchengladbach–Düsseldorf–Dortmund |
| RB 33 | Rhein-Niers-Bahn  | Aachen–Mönchengladbach–Krefeld–Duisburg    |

Ehem. Bahnhof Gillrath an der Geilenkirchener Kreisbahn

#### Busanbindung
Die AVV-Buslinien 434, 435, 437 und SB3 der WestVerkehr verbinden Gillrath mit Geilenkirchen, Gangelt und Sittard. Zusätzlich verkehren an Schultagen einzelne Fahrten der Linie GK2 zur Gillrather Grundschule. Abends und am Wochenende kann der Multi-Bus angefordert werden.
| Linie | Verlauf |
| ----- | --- |
| 434   | Geilenkirchen Bf – Bauchem – Niederheid – Hatterath – Gillrath – Birgden – Schierwaldenrath Bf – Langbroich – Schümm – Brüxgen – Breberen – Saeffelen – Heilder – Höngen |
| 435   | Geilenkirchen Bf – Bauchem – Gillrath – Stahe – Birgden – Kreuzrath – Gangelt – Süsterseel – Hillensberg – Wehr – Tüddern – Höngen                                       |
| 437   | Geilenkirchen Bf – Bauchem – Niederheid – Hatterath – Gillrath – Stahe – Niederbusch – Gangelt – Hastenrath – Kleinwehrhagen – Großwehrhagen – Höngen                    |
| SB3   | Schnellbus: Geilenkirchen Bf – Bauchem – Gillrath – Stahe – Gangelt – Süsterseel – Höngen – Tüddern – Sittard Stadhuis – Sittard Bf                                      |
| GK2   | (Geilenkirchen Bf – Bauchem) / (Gillrath – Hatterath) – Niederheid (– Rischden – Tripsrath – Hochheid)                                                                   |

## Persönlichkeiten
- Amalie Nacken (1855–1940), deutsche Philanthropin
- Leo Dautzenberg (* 1950), Politiker, Mitglied des Deutschen Bundestages von 1998 bis 2011[27]